# Schwenckia
Schwenckia ist eine Pflanzengattung aus der Familie der Nachtschattengewächse (Solanaceae). Die 25 Arten kommen in tropischen und subtropischen Regionen Mittel- und Südamerikas vor, eine Art ist auch als Ruderalpflanze in Ostafrika zu finden.

## Beschreibung

### Vegetative Merkmale
Schwenckia sind einjährige oder ausdauernde Pflanzen, die aufrecht, kriechend oder in Ausnahmefällen auch rankend wachsen und 0,4 bis 1,5 (2,5) m hoch werden. Die Pflanzen sind mit drüsigen und nichtdrüsigen Trichomen besetzt, Drusen werden in den Rinden- und Markzellen, sowie in den Laubblättern (Mesophyll-Zellen) gebildet. Die Rindenzellen des Stamms weisen Caspary-Streifen auf. Kristallsand tritt in den Pflanzen nicht auf.
Die Laubblätter sind meist gestielt mit Blattstielen einer Länge von (0,4) 2 bis 25 mm, gelegentlich sind sie auch fast oder vollständig aufsitzend. Die Blattspreiten haben eine Länge von (0,3) 2 bis 9 cm.

### Blütenstände und Blüten
Die in den Achseln oder terminal stehenden Blütenstände sind oft traubig oder rispig, die Blütenstandstiele haben dann eine Länge von (0,5) 2 bis 4 (16) mm. Teilweise bestehen die Blütenstände jedoch auch nur aus einer einzelnen Blüte oder sie stehen in Gruppen von bis zu drei Blüten. Die Kelchröhre ist röhren- bis glockenförmig, radiärsymmetrisch oder leicht zygomorph und besitzt eine Länge von 2,5 bis 4 (12) mm. Die meist dreieckigen Kronlappen oder -zähne haben drei längs gerichtete Nerven, sie sind so breit wie lang oder länger, sind kürzer als die Kelchröhre oder in Ausnahmen leicht länger. Die gelbe, grünliche oder violette Krone ist radiärsymmetrisch oder zygomorph, 8 bis 30 mm lang, nur in der Art Schwenckia micrantha beträgt die Länge nur 2 bis 3 mm. Die Kronröhre ist eng röhrenförmig, gerade oder als Ausnahme gebogen. Der Kronsaum ist schmal, besteht aus fünf Kronlappen, die sehr komplex und bizarr geformt sein können.
Das Androeceum besteht meist aus zwei fertilen Staubblättern und drei auf die Staubfäden reduzierten Staminodien, die sehr kurz oder auch lang sein können. Nur in fünf oder sechs Arten werden vier fertile Staubblätter gebildet, die dann in zwei verschiedenen Formen auftreten. Die Staubfäden sind allgemein zylindrisch, leicht pfriemförmig oder stark eingedrückt. Sie sind unbehaart oder behaart und etwa drei- bis neunmal so lang wie die Staubbeutel. Die Staubfäden sind in verschiedenen Höhen an der Kronröhre fixiert – entweder am unteren Rand der Röhre, am oberen Rand der Röhre oder in der Mitte zwischen beiden Rändern. Die Staubbeutel sind ventral mit den Staubfäden verwachsen, meist eng-elliptisch, in Ausnahmen eiförmig, gelegentlich beinahe miteinander verwachsen, in Ausnahmen über die Krone herausstehend. Sie sind (0,5) 1 bis 1,8 (2) mm lang, nur in Schwenckia micrantha erreichen sie kaum eine Länge von 0,2 bis 0,4 mm. Die Theken der Staubbeutel sind leicht unterschiedlich groß und stehen im unteren Viertel getrennt voneinander. Die Pollen sind leicht gestreckt oder gestreckt-kugelförmig und mit einer Größe von 12 bis 18 µm relativ klein.
Das Fruchtblatt ist zweilappig und besitzt viele gegenläufige (anatrope) Samenanlagen. Die Nektarien sind eingestülpt-schalenförmig und gelegentlich recht breit. Die Narbe ist klein und scheibenförmig-köpfchenförmig oder scheibenförmig.

### Früchte und Samen
Die Früchte sind kugelförmige oder gelegentlich eher eiförmige Kapseln, die zugespitzt sein können. Sie besitzen einen Durchmesser von (2) 3,5 bis 5 (7) mm, sind meist länger als der sich während der Fruchtreife vergrößernde Kelch. Sie bestehen aus zwei vollständig ausgebildeten, glatten Fruchtkapselfächern. Meist enthalten die Früchte zehn bis 20 (oder 40) Samen, manchmal auch 50 bis 70 oder auch nur knapp sechs bis 14. Sie sind meist 0,6 bis 0,8 (1) mm lang, in Schwenckia micrantha nur 0,3 bis 0,4 mm, sind würfelförmig, die Oberfläche ist netzartig strukturiert. Der Embryo liegt gerade im Samen, die Kotyledonen sind kürzer als der restliche Embryo, Endosperm ist reichlich vorhanden.

### Chromosomenzahl
Chromosomenzahlen sind von der Art Schwenckia lateriflora (Vahl) Carvalho bekannt, dort wurde eine Basischromosomenzahl von {\displaystyle n=12} festgestellt. Bei Schwenckia americana D. Royen ex L. wurde 2n = 20 gefunden.

## Inhaltsstoffe
In den Wurzeln wurden Tigogenin und Gitogenin, zwei Steroid-Glykoside nachgewiesen.

## Vorkommen
Die Arten der Gattung Schwenckia kommen in den tropischen und subtropischen Regionen Mittelamerikas bis in die Antillen im Nordosten Argentiniens vor. Brasilien und Venezuela bilden mit 16 beziehungsweise neun Arten die Länder mit der größten Artenzahl. Die am häufigsten zu findende Art Schwenckia americana ist seit dem frühen 19. Jahrhundert als Ruderalpflanze in Ostafrika, vor allem aus Senegal, Guinea und Sierra Leone bekannt.

## Systematik
Innerhalb der Gattung Schwenckia werden 25 Arten unterschieden. Die Gattung wird innerhalb der Systematik der Nachtschattengewächse von William D’Arcy und Armando Hunziker in die Tribus Schwenckieae der Unterfamilie Cestroideae eingeordnet, in der Systematik nach Richard Olmstead werden sie in eine eigene Unterfamilie Schwenckioideae platziert.
Hier eine Auswahl der Arten:
- Schwenckia americana D. Royen ex L.: Kuba und Mexiko bis tropisches Südamerika.[4]
- Schwenckia lateriflora (Vahl) Carvalho: Nicaragua bis Costra Rica, Venezuela bis Guayana, östliches Brasilien, östliches Bolivien.[4]
- Schwenckia micrantha Benth.: Costa Rica bis nördliches und nordöstliches Brasilien.[4]

## Botanische Geschichte und Etymologie
Die Gattung wurde erstmals 1764 von Carl von Linné in der 6. Ausgabe seines Werkes „Genera Plantarum“ beschrieben. Als Autor nennt er „David van Royen“. In der Überschrift zur Beschreibung der Gattung nennt er diese „Schwenkia“, also ohne „c“ vor dem „k“, in der Nennung des Artnamens schreibt er „Schwenckia americana“. Diese unterschiedliche Schreibweise des Gattungsnamens hat in der Folge oftmals dazu geführt, dass beide Schreibungen parallel in der Literatur genutzt wurden. Zudem ist auf der Seite der Gattungsbeschreibung statt der richtigen Seitenzahl 577 fälschlicherweise 567 angegeben, was so auch in zahlreichen Werken als Angabe der Erstbeschreibung zu finden ist. Linné ehrte mit der Wahl des Gattungsnamen Martin Wilhelm Schwencke (1707–1785), einen Botaniker und Physiker aus Den Haag. Dieser schrieb, wahrscheinlich über diese Ehrung höchsterfreut, 1766 eine achtseitige Veröffentlichung über die nach ihm benannte Gattung. Diese Veröffentlichung wurde 1767 in der nächsten Ausgabe von Linnés zitiert, wahrscheinlich ohne, dass er diese selbst gelesen hatte. Dabei vereinheitlichte er die Schreibweise des Gattungsnamens auf „Schwenkia“. Da Linné jedoch in ähnlichen Namen das „ck“ nicht latinisiert hat, wie beispielsweise bei den Gattungen Baeckea oder Osbeckia, wird davon ausgegangen, dass es sich dabei um ein Versehen handelt, der korrekte Gattungsname also Schwenckia heißen muss.